# Administration de la sécurité de l'État
Ne doit pas être confondu avec Service de sécurité d'Ukraine.
L' Administration de la sécurité de l'État, ukrainien : Управління державної охорони України est une unité de protection des bâtiments sensibles et des personnalités ukrainiennes. Il est sous le contrôle du président et de la Rada de l'Ukraine.

## Historique
Créée le 15 janvier 1992, elle reprend les fonctions de la 9e unité du KGB existant depuis 1975, puis de la 9e garde de l'administration qui dépend du Service de sécurité d'Ukraine en 1991 et 1992.
Serhiy Roud est limogé de son poste de directeur le 9 mai 2024, le 7 deux colonels (Dmytro Perlin et Oleksiy Kornev) de l’unité de protection du gouvernement ukrainien soupçonnés d'implication avec la Russie avaient été arrêtés,.

### Direction
...
- 2007 à 2009 : Valéri Heleteï

...
- 2012 à 2014 : Serhiy Koulyk
- 2014 à 2019 : Valéri Heleteï
- 2019 mai à octobre : Okserklevych Oleksiy Yaroslavovytch
- 2019 à 2024 : Serhiy Roud[5].
- 21 juin 2024 : Oleksiy Morozov[6]

## Hommages

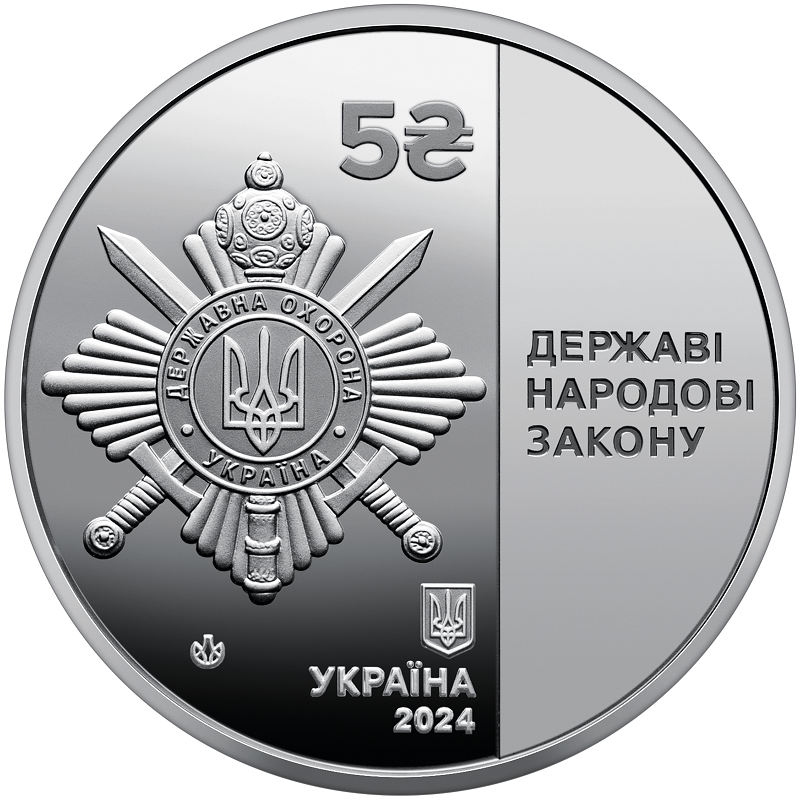
Avers et revers
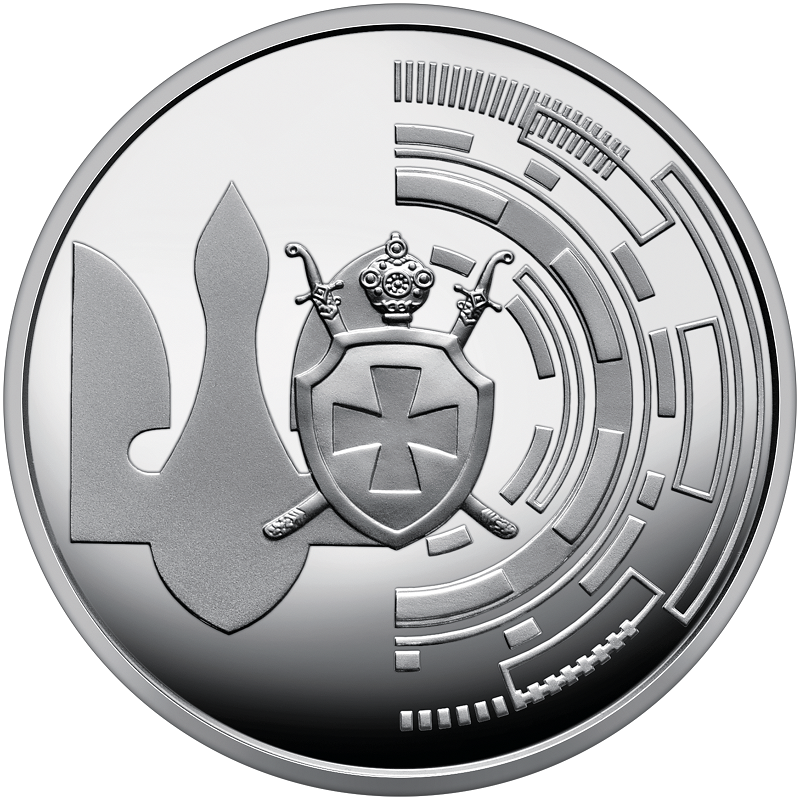
cinq Hryvnias.